# Eadburga
Eadburga – córka anglosaskiego króla Mercji, Offy, żyjąca w VIII w.
Ojciec, realizując swe plany, wydał ją w 789 r. za Beorhtrika, króla podległych mu ziem Wessexu. Młoda królowa, chcąc zdobyć więcej władzy dla swego męża, intrygowała i spiskowała. Skończyło się to jednak tragicznie; gdy w 802 r. próbowała otruć jednego ze swych przeciwników, truciznę omyłkowo wypił Beorhtric i zmarł.
Eadburga pośpiesznie zebrała tyle kosztowności, ile zdołała unieść, i uciekła na dwór Karola Wielkiego. Tam na nowo zaczęła intrygować, usiłując zdobyć pozycję i wpływy, co nie spodobało się ludziom z otoczenia cesarza. 
Zmarła najprawdopodobniej w Italii, osamotniona i w nędzy.
Zbrodnicze występki Eadburgi rzuciły ponury cień na wszystkie późniejsze królowe Wessexu. Od jej czasów nie tytułowano ich już jak dotychczas królowymi, lecz zwracano się per Lady („Pani”).